# Cultura di Baodun

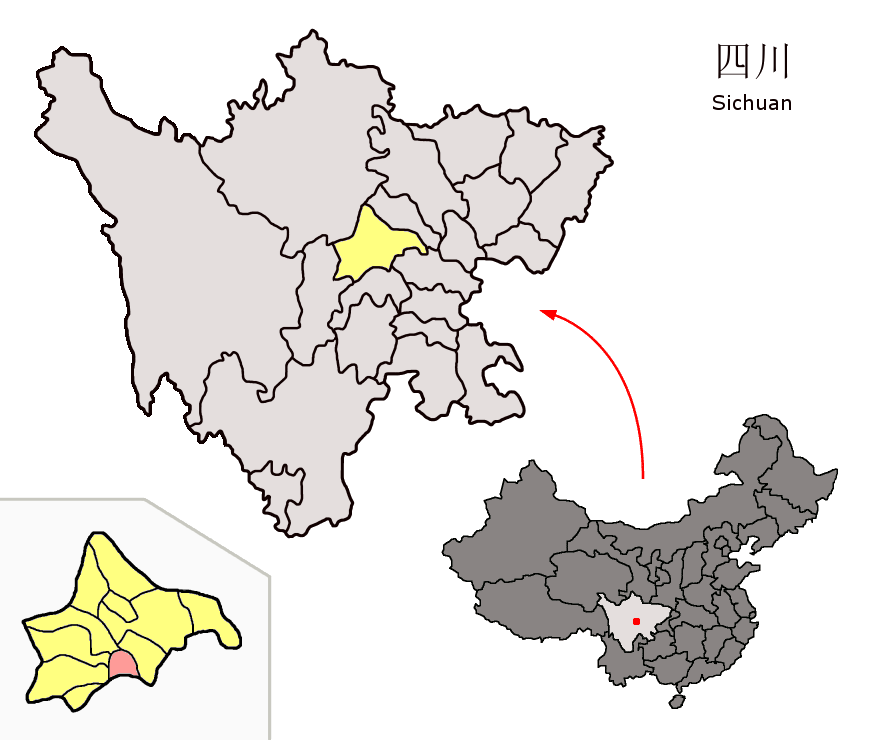
Posizione della contea di Xinjin, nello Sichuan, dove si trova il sito di Baodun.

La cultura di Baodun, (cinese tradizionale: 寶墩文化, semplificato: 宝墩文化, pinyin: Bǎodūn wénhuà), fu una forma di civiltà tardo-neolitica cinese che si sviluppò tra il 2500 a.C. e il 1700 a.C.  nella piana di Chengdu, nello provincia del Sichuan, in Cina.

## Insediamenti
La scoperta di questa cultura è abbastanza recente e fa seguito al ritrovamento dei primi sei insediamenti:
- il sito di riferimento a Baodun, nella contea di Xinjin
- il sito di Mangcheng, (Mangchangcun 芒城村), presso la città di Dujiangyan
- il sito di Yufu, (Yufucun 鱼凫村), nella contea di Wenjiang
- il sito di Zizhu, (Zizhucun 紫竹村), nello Chongzhou
- il sito di Shuanghe, (Shuanghecun 双河村), nello Chongzhou
- il sito di Gucheng, (Guchengcun 古城村), nella contea di Pi

Le ricerche successive hanno portato ad oltre dieci il numero complessivo degli insediamenti assegnabili a questa cultura.

Il sito di riferimento di Baodun (cinese: 宝墩村, Baoduncun) è il più grande e copre un'area di 600.000 m2. Tutti questi siti si trovano a cavallo del Fiume Min. Le mura che circondavano gli insediamenti erano rivestite di sassi, una caratteristica distintiva di questa cultura.
Il vasellame ritrovato mostra analogie con quello della cultura di Sanxingdui.